# Quai d'Ivry (Rousseau)
Quai d'Ivry est un tableau réalisé par le peintre français Henri Rousseau vers 1908. Cette huile sur toile est un paysage naïf représentant le quai d'Ivry, le long de la Seine à Paris, survolé par un dirigeable. Elle est aujourd'hui conservée au musée Artizon, à Tokyo, au Japon.